# Буковє (Постойна)
Буковє (словен. Bukovje) — поселення в общині Постойна, Регіон Нотрансько-крашка, Словенія. Висота над рівнем моря: 649,8 м.